# Allograpta
Allograpta  (лат.) — род двукрылых насекомых из семейства журчалок (Syrphidae). 

## Описание
Около 100 видов. Встречаются повсеместно, главным образом, в тропиках: Неотропика (52), Неарктика (4), Палеарктика (2 вида на Дальнем Востоке), Афротропика (12), Ориентальная область (10), Австралия (33), Океания (10). Длина около 1 см. Усики короткие, меньше ширины головы; длина скапуса равна его ширине; ариста базальная; глаза голые. Лицевая часть головы, постпронотум и скутум жёлтые. Имаго опылители. Личинки хищники (некоторые виды фитофаги).

## Виды
- Allograpta exotica (Wiedemann, 1830)
- Allograpta micrura (Osten Sacken, 1877)
- Allograpta obliqua  (Say, 1823)typus
- Allograpta radiata  (Bigot, 1857)
- Другие виды